# California State Route 153
De California State Route 153 (SR 153) is een zeer korte state highway in de Amerikaanse staat Californië in El Dorado County. De weg strekt zich uit van de kruising van Cold Springs Road en SR 49, in de stad Coloma, tot het monument dat het graf markeert van James Marshall in het Marshall Gold Discovery State Historic Park. De rijksweg is slechts 0,55 mijl (0,885 km) lang.
De weg heeft één verkeersbord aan het begin van de rijksweg staan, met daarbij de melding van de California Department of Transportation dat SR 153 de kortste state highway van Californië is. Dit is echter incorrect, onder andere SR 77 is korter.